# NTT西日本-四国
株式会社NTT西日本-四国（エヌティティにしにほん-しこく）は、かつて存在した西日本電信電話（NTT西日本、大阪市）の子会社。愛媛県松山市に本社を置き、主にNTT西日本の業務を受託していた。電気通信設備関係や工事関係などで主に四国四県（愛媛県・香川県・徳島県･高知県）を管轄していた。
2013年10月1日、他のNTT西日本の地域会社などとともにNTT西日本-東海へ吸収合併され、NTTビジネスソリューションズ株式会社となった。

## 事業内容
- 電気通信設備に関わる設備提案、設計、工事、保守、交換局管理、コンサルティング及び設備・品質管理。IP電話やインターネット接続サービスを担当。
- 西日本電信電話株式会社等からの問い合わせ、注文受付、販売業務等の受託　等
- 旧NTTネオメイト四国、旧NTTマーケティングアクト四国および旧NTT西日本 四国支店の事業を継承していた。